# Methyl-butyrát
Methyl-butyrát nebo methylester kyseliny máselné, systematický název methyl-butanoát, dříve zvaný máselnan methylnatý), je ester methanolu a kyseliny máselné. Díky relativně dlouhému řetězci má vysoký bod tání a tak má podstatně slabší vůni, než například ethylformiát. Jelikož je ve vodě málo rozpustný, tak se při vylití do vody hromadí na hladině.

## Výskyt a výroba
Vyskytuje se zejména v jablkách a ananasech, a způsobuje jejich vůni. Jelikož se vyskytuje i v ostatních rostlinách, je obsažen i v bionaftě.
Synteticky se vyrábí reakcí kyseliny máselné a methanolu, nezbytná je katalýza, např. kyseliny sírové.
| CH3OH + CH3(CH2)2COOH → CH3(CH2)2COOCH3 + H2O | \| \| \| \| \| \| \| \| |  |
|                                               |                         |  |
|                                               |                         |  |
Při reakci se odštěpuje voda, která se odstraní dekantací. Dále se ze směsi odstraňuje zbylá voda vysoušedly a následně se předestiluje, aby se odstranily zbytky reaktantů.

## Reakce
Methylbutanoát je hořlavý, reaguje s kyslíkem za vzniku oxidu uhličitého a vody.

Se zásadami reaguje za vzniku methanolu a solí kyseliny máselné.